# اجتماع خبراء فيروس كورونا

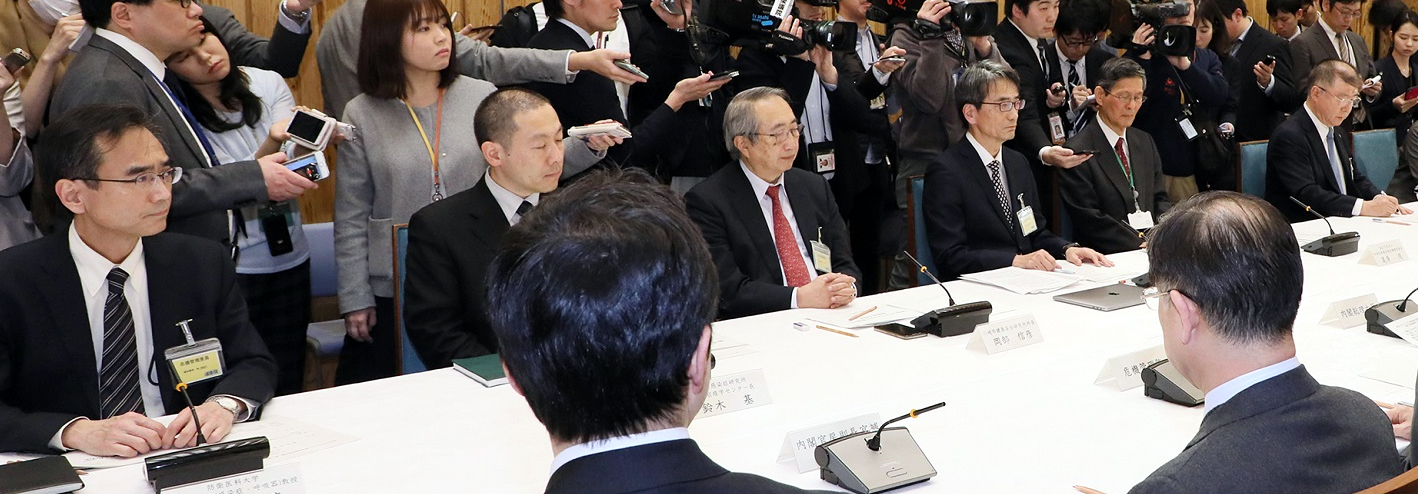

اجتماع خبراء فيروس كورونا هو هئة استشارية يابانية اسست في مقر مكافحة فيروس كورونا الجديد في رئاسة الوزراء اليابانية.

## خلفية
تم تأسيسه في 14 شباط لإسداء المشورة لمجلس الوزراء الياباني من وجهة نظر طبية، بعد تسجيل الوفاة المؤكدة الأولى في اليابان بفيروس كورونا.
ويرأس تاكاجي واكيتا مدير المعهد الوطني للأمراض المعدية اجتماع الخبراء وشيجيرو أومي الذي كان له دور فعال في تدابير السارس كمدير للمكتب الإقليمي لمنظمة الصحة العالمية لغرب المحيط الهادئ وعمل فيما بعد على الاستجابة لوباء إنفلونزا الخنازير في اليابان عام 2009. يتكون الأعضاء من الأستاذ. هيتوشي أوشيتاني، وهو قائد فريق التدابير العنقودية، وعالج الوضع في تفشي السارس كمستشار للأمراض المعدية في المكتب الإقليمي لمنظمة الصحة العالمية لغرب المحيط الهادئ، وآخرين.

## إستراتيجية اليابان لـ Covid-19
الهدف من اجتماع الخبراء هو الحد من الوباء مع الحفاظ على الأنشطة الاجتماعية والاقتصادية. إذا قامت البلدان حول العالم بحجب المدينة مرارًا ورفع الحصار في كل مرة تحدث فيها فاشية، فسوف ينهار الاقتصاد العالمي والمجتمع. يعتقدون أن الحصار الحضري هو إجراء من القرن التاسع عشر، وأن هناك إجراء من القرن الحادي والعشرين للحد من انتشار العدوى عن طريق التحكم في سلوك الناس.
يستغرق تطوير اللقاح وقتًا، ولا نعرف ما إذا كان بإمكاننا بالفعل تصنيع لقاح. لا يمكن تحقيق مناعة القطيع إلا إذا قُتل عدد كبير من منهم وأصيب حوالي 70٪ من السكان.
كانت هناك ثلاث ركائز للاستراتيجية الأساسية التي اختاروها. (1) «التكسير العنقودي» المبكر بالتحقيق في العدوى الجماعية. (2) «منع التفاقم» عن طريق تقوية النظام الطبي. (3) «تغيير سلوك الناس» لمنع انتشار العدوى.

### طريقة Three C's
حلل اجتماع الخبراء تفشي المرض في ووهان، التي أصبحت الموجة الأولى من COVID-19 في اليابان، واكتشف الظروف التي تحدث فيها العناقيد. وخلصوا إلى أن معظم الحالات الأولية التي أثارت التجمعات الكبيرة كانت إما بدون أعراض أو ظهرت عليها أعراض خفيفة للغاية، ورأوا أنه من المستحيل وقف ظهور التكتلات بمجرد اختبار العديد من الأشخاص. كانت الإستراتيجية الأولى التي توصلوا إليها هي تجنب أماكن «ثلاثة هي (الأماكن المغلقة والمساحات المزدحمة وإعدادات الاتصال الوثيق).»  واعتبرت الطرق الرئيسية للعدوى «عدوى ملامسة»، تنتقل عن طريق لمس مادة يرتبط بها الفيروس، و «عدوى القطيرات»، التي تنتقل عن طريق استنشاق قطرات من العطس أو السعال. ومع ذلك، فقد أشير إلى أن إمكانية «عدوى القطيرات الدقيقة» يشار إليها على أنها طريق عدوى جديد. جزيء صغير بقطر أقل من 10 ميكرومتر يحتوي على الفيروس، ويطفو رذاذ دقيق في الهواء لمدة 20 دقيقة، وتنتشر العدوى من قبل الأشخاص القريبين الذين يمتصونه.

### مراتقة التجمعات
تتمثل إحدى إستراتيجيات إجراءات مكافحة الفيروسات التاجية الجديدة في اليابان في إستراتيجية مراقبة التجمعات. ردعت اليابان تفشي المرض من خلال المسوحات الوبائية التي تتمحور حول الترصد العنقودي.
في أوائل شباط، وجد أوشيتاني وهيروشي نيشيورا، وهما عضوان في فريق مراقبة التجمعات. أن 80٪ من المرضى لم يصيبوا الآخرين بالفيروس، لكن بعض المرضى أصابوا العديد من الأشخاص، من خلال تحليل بيانات الموجة الأولى من الصين. وركز اجتماع الخبراء على ذلك، فقرروا منع تفشي المرض من خلال تتبع المصابين واختبار أولئك الذين كانوا على اتصال وثيق بهم. 80٪ من هؤلاء المصابين لم يصيوا أي شخص بالفيروس التاجي الجديد، لذلك لا نحتاج إلى العثور على جميع المصابين. إذا تمكنا من العثور على تجمع، يمكننا السيطرة على هذا المرض إلى حد ما.
إذا كان عدد الإيجابيات صغيرًا، فمن الممكن تقليل انتشار العدوى عن طريق تتبع التجمعات، ومن الممكن الاستمرار في تدابير الأمراض المعدية مع الحفاظ على نشاط اقتصادي ثابت.
عندما يكون معدل الإصابة منخفضًا جدًا، لن تنتشر العدوى عن طريق اختبار الأشخاص ذوي الخطورة العالية فقط. تتسبب اختبارات تفاعل البوليميراز المتسلسل (PCR) في نتائج إيجابية خاطئة، لذا فإن العديد من الاختبارات بمعدلات إصابة منخفضة يمكن أن تتسبب في نتائج إيجابية خاطئة تفوق عدد الإيجابيات الحقيقية. أخذوا تلك الاستراتيجية م في الاعتبار.
وخلف ذلك كانت الموارد الطبية في اليابان ضعيفة. على عكس الدول الآسيوية الأخرى، لم تكن اليابان مستعدة جيدًا لاختبار الأمراض المعدية لأن السارس لم يقع. أصبح الفيروس التاجي الجديد مرضًا معديًا مخصصًا، لذلك كان مطلوبًا من أولئك الذين ثبتت إصابتهم أن يتم إدخالهم إلى المستشفى حتى في الحالات الخفيفة، وكان هناك عدد قليل من أسرّة للمرضى.
ومع ذلك، فقد اعتقدوا أيضًا أن هناك مشكلة كبيرة تتمثل في عدم زيادة عدد اختبارات PCR في الزيادة السريعة للشخص المصاب، كما قاموا بزيادة عدد اختبارات PCR تدريجيًا منذ منتصف آذار.
عملت الاستراتيجية بشكل جيد حتى منتصف آذار، ونجحت في منع الموجة الأولى من الصين، لكن الموجة الثانية عن طريق العائدين من أوروبا والولايات المتحدة لا يمكن وقفها، واندلعت الفاشية في أبريل. تم الكشف عن ذلك في أيار من خلال دراسة علم الأوبئة الجزيئية الجينية للفيروس التاجي الجديد (SARS-CoV-2).

### تغيير سلوك الناس
ووقع تفشي المرض في نيسان، وأعلنت الحكومة «بيان الطوارئ» وطلبت من الناس عزل أنفسهم في المنازل. طلب الخبراء من الأشخاص «تقليل الاتصال بين الأشخاص بنسبة 80٪ أكثر من المعتاد» من أجل تقليل معدل الزيادة في عدد الأشخاص المصابين والسماح بالمراقبة العنقودية مرة أخرى. وشككوا في تحقيق هدف 80٪ ، ولكن كان هناك امتثال وطني طوعي واسع النطاق. يبدو أن «الإغلاق» المعتدل في اليابان له تأثير تأمين حقيقي. عندما رفعت الحكومة حالة الطوارئ في أيار، اقترحت «أسلوب حياة جديد» للناس.

## لمحة عامة

### الاجتماع الخامس عشر (29 مايو)
مع رفع حالة الطوارئ، أجروا تقييماً في تلك المرحلة على جهودهم. حققت اليابان قدرًا معينًا من النتائج في قمع الزيادة في عدد المصابين وتقليل عدد الوفيات والإصابات الخطيرة مقارنة بالدول الغربية. تم ذكر أربعة عوامل: (1) نظام التأمين الصحي الشامل، (2) المستوى الطبي العالي، (3) مراكز الصحة العامة في كل منطقة، (4) ارتفاع الوعي العام بالنظافة.
بالإضافة إلى ذلك، تم تقييم أن «الكشف المبكر لانتشار موجتين من العدوى من الصين وأوروبا» و «الإجراءات المضادة العنقودية» كانت فعالة. بشكل عام، وصفت وسائل الإعلام وغيرها انتشار العدوى في نيسان بأنها الموجة الأولى في اليابان. ومع ذلك، وصف اجتماع الخبراء الموجة من الصين بأنها «الموجة الأولى» والموجة من أوروبا والولايات المتحدة «الموجة الثانية». عند إيقاف الموجتين، ساعد التقاط الوباء بدقة على منع الانتشار السريع للعدوى. وأكدت الزيادة في العدد التراكمي للأشخاص المصابين بين 18 شباط و 25 شباط ذلك. في ذلك الوقت، لم يزد عدد الحالات بشكل ملحوظ في ألمانيا وفرنسا والمملكة المتحدة، وما إلى ذلك، ولكن من الممكن أن يكون قد تقدم دون أن يلاحظه أحد. حدث انتشار العدوى بالفعل في البلدان الغربية، ولكن ربما يكون قد تقدم تحت السطح. من المتصور أنه ربما أدى إلى تفشي المرض لاحقًا.
لعبت المراقبة العنقودية دورًا مهمًا في التقاط انتشار العدوى في اليابان. المراقبة العنقودية باستخدام المسوحات الوبائية النشطة، مثل إجراء مقابلات مع المصابين، أمر شائع أيضًا في الخارج، ولكن هناك فرق كبير في الطريقة بين اليابان وبينهم. أجرت اليابان نوعين من الاستطلاعات: «تتبع الاتصال المحتملين»، الذي يحدد الاتصالات الوثيقة مع الأشخاص المصابين بدءًا من الحالات الجديدة، و «تتبع الاتصال بأثر رجعي»، والذي يحدد مكان إصابة المرضى الجدد ويحدد الاتصالات الوثيقة معهم في مصدر مشترك للعدوى. ومع ذلك، فإن معظم البلدان لم تنفذ هذا «تتبع الاتصال بأثر رجعي» على الرغم من تأكيد بعض الحالات في تايوان. تكهن اجتماع الخبراء بأنه قد يكون هناك اختلاف في أهدافهم النهائية . وتهدف دول أخرى إلى احتواء هذا الفيروس، لكن اليابان لا تهدف إليه في المقام الأول، وكثيرا ما تعلن أنه مستحيل. «تتبع الاتصال المحتمل» هو إستراتيجية أساسية للمراقبة العنقودية يتم تنفيذها عند استهداف احتواء الفيروس، ولها تاريخ في استخدامها أثناء السارس والإيبولا. ومع ذلك، تمت الإشارة منذ البداية في اليابان إلى أن احتواء هذا الفيروس التاجي الجديد يكاد يكون مستحيلاً. إذا تم تنفيذ «تتبع الاتصال المحتمل» الذي يهدف إلى الاحتواء فقط، فلا مفر من التغاضي عن انتشار العدوى تحت السطح. من حسن الحظ أن مراكز الصحة العامة في اليابان تجري تحقيقات حول مصدر العدوى إلى جانب تتبع الاتصالات الوثيقة مع المصابين منذ البداية. قال اجتماع الخبراء أنهم سيواصلون التدقيق في سبب تمكنهم من التحقق من مصدر العدوى في اليابان أولاً، ثم تكهنوا بأن ذلك قد يكون بسبب الجهد المستمر للعثور على مصدر السل.
عندما أشار الصحفيون إلى أن اختبارات PCR لاتصالات وثيقة كانت غير كافية، قال اجتماع الخبراء، "هناك سوء فهم حول اختبارات PCR. حتى لو تطورت، لا يمكن العثور على جميع الحالات. حساسية الاختبار للأشخاص عديمي الأعراض ليست عالية جدًا. لا أحد يعرف متى سيصابون بالعدوى، لذلك سيتعين علينا اختبار الجميع كل يوم للتأكيد. هل هذا هو الاختيار الصحيح؟ ، نحن بحاجة إلى النظر ". ورداً على الرأي القائل بأن انخفاض عدد اختبارات PCR أخر ردهم، قال اجتماع الخبراء: "حتى إذا فُقد الاتصال الوثيق إلى حد ما، فإن معظمهم لا يصيب أي شخص بالفيروس. حتى في حالة وجود بعض الأخطاء، ستختفي العديد من السلاسل بشكل طبيعي. من خلال توضيح مواقع العديد من العناقيد، تمكنا من تحديد المناطق التي من المحتمل أن تحدث فيها العدوى، مثل "3C's"، وأرسلنا رسالة لتجنب مثل هذه البيئة. ومع ذلك، اعترف اجتماع الخبراء أيضًا بأن عدد الاختبارات لم يكن كافيًا في الوقت الذي زاد فيه عدد الحالات في نيسان، ودعا الدولة وكل محافظة إلى تطوير النظام.
قدم اجتماع الخبراء تقييماً مبدئياً لتأثير إعلان الحكومة للطوارئ في 7 نيسان، لكنه أشار إلى أن ذروة الإصابة الفعلية كانت في الأول من نيسان، قبل الإعلان، وكانت بالفعل في اتجاه هبوطي بسبب أعلن حاكم طوكيو حظر التجول.
أظهر اجتماع الخبراء إدراك أهمية منع انتشار العدوى وشدة المريض من خلال توفير التشخيص المبكر والرعاية الطبية المبكرة للمصابين. وقال اجتماع الخبراء إن عودة ظهور حالات العدوى الكامنة يمكن أن تحدث بالفعل في بعض مناطق اليابان، وأنه من المهم توخي الحذر والتنبه لهذا الأمر مع استمرار النشاط الاجتماعي والاقتصادي. أدرج اجتماع الخبراء ثلاث مبادرات لهذا الغرض: (1) تمكين التشخيص المبكر للأشخاص المصابين عن طريق الاختبارات السريعة مثل اختبارات المستضد، (2) توضيح الأعراض الأولية وتضييق أهداف الاختبار، (3) إجراء البحث للعثور على علامات التقدم لحالة المريض من العيادة تحت السريرية إلى المعتدلة.

## نقد
تعرض اجتماع الخبراء ومجلس وزراء آبي لانتقادات شديدة من قبل وسائل الإعلام اليابانية والنقاد.
تحت هذا التأثير، يوجه اليابانيون أيضًا عينًا صارمة تجاه حكومة آبي. وفقا لاستطلاع للرأي العام أجراه أساهي شيمبون وماينيتشي شيمبون في مايو، انخفض تصنيف موافقة مجلس الوزراء إلى أدنى مستوى له منذ إنشائه.
كما تعرض اجتماع الخبراء للنقد. بعض الناس جعلتهم مسؤولين عن التأخير في التدابير، وعدم وجود اختبارات PCR ، وعوامل أخرى. في جلسات الأسئلة والأجوبة في لجنة الميزانية بمجلس الشيوخ، انتقد أومي، نائب الرئيس، بسبب العدد الصغير من اختبارات تفاعل البلمرة التسلسلي، وألقى باللوم عليه تيتسورو فوكوياما، الأمين العام للحزب الديمقراطي الدستوري الياباني TY لقوله أنه لا عرف المرء العدد الإجمالي الفعلي للأشخاص المصابين. وألقت أحزاب المعارضة ووسائل الإعلام اللوم على اجتماع الخبراء لعدم الوفاء بمسؤولياتهم كعلماء لعدم تسجيل المحضر. وأشار واكيتا إلى أنهم أرسلوا أكبر قدر ممكن من المعلومات من خلال المقترحات والمؤتمرات الصحفية، وأن الأمر متروك للحكومة لتخصيص دقائق. قال أومي إنهم اقترحوا على الحكومة أن تستغرق دقائق.
ليس فقط في اليابان ولكن أيضًا في الخارج، خاصة في الولايات المتحدة والمملكة المتحدة والصين، انتقدهم.
كان هناك سيل من النقد من الداخل والخارج حول اجتماع الخبراء واستجابة الحكومة للأميرة الماسية.
طورت وسائل الإعلام الأمريكية والصينية نظرية المؤامرة الأولمبية، مدعية أن حكومة آبي شاركت في المؤامرة لجعل عدد المصابين يظهر أقل من العدد الفعلي حتى قبل قرار تأجيل الأولمبياد مباشرة. ونقلت شبكة ABC-TV عن مساهمة الأستاذ الياباني Koichi Nakano كملاحظة جانبية، وتساءلت: «لماذا زاد عدد المصابين فجأة في اليابان بمجرد تأجيلها؟»  تم الحكم على ذلك لاحقًا على أنه أخبار زائفة عن طريق التحقق من الحقائق في العديد من وسائل الإعلام.
تم التشكيك في العدد الصغير من اختبارات PCR في اليابان في جميع أنحاء العالم. ونقلت CNN ، وهي قناة تلفزيونية أمريكية مدفوعة الأجر، مقابلات مع العاملين الطبيين كينجي شيبويا وماساهيرو كامي، وكذلك العالم السياسي كويشي ناكانو وممثل الحزب الشيوعي الياباني. وأشار توموكو تامورا إلى أن عدد المصابين الذي أعلنته الحكومة اليابانية هو مجرد غيض من فيض وأن هناك حاجة لإجراء المزيد من الاختبارات بنشاط لفهم الوضع الفعلي بدقة. وقالت صحيفة الحزب الشيوعي، شيمبون أكاهاتا، إن اليابان لديها عدد قليل جدًا من الاختبارات مقارنة بالدول الأخرى، وأنه من الضروري توسيع اختبارات تفاعل البوليميراز السلسلي. في اليابان، كانت هناك حتى نظرية مؤامرة مفادها أن اجتماع الخبراء قد فشل عمداً في إجراء اختبارات PCR بالتواطؤ مع حكومة آبي، وأن المعهد الوطني للأمراض المعدية (التي ينتمي إليها الرئيس) أعاق توسيع اختبار PCR في محاولة لاحتكار البيانات. من ناحية أخرى، اشتكى العديد من المتخصصين في الأمراض المعدية والأطباء الذين كانوا على دراية بالطب المبني على البراهين من سهولة التوسع في اختبارات PCR من خلال SNS.
وفيما يتعلق بهذه الانتقادات ، قال اجتماع الخبراء إنه على الرغم من أن اختبار تفاعل البوليميراز المتسلسل (PCR) قد ينتج عنه نتائج إيجابية خاطئة وسلبيات كاذبة ، إلا أنها طريقة الاختبار الوحيدة التي يمكن أن تعطي تشخيصًا نهائيًا في الوقت الحالي ، ويجب إجراؤها بشكل مناسب عند الضرورة ، ولكن كما أشار إلى أنه ليس من الفعال اختبار كل شخص. جادل اجتماع الخبراء بأنه لم يكن هناك تفشي في اليابان ، لذلك تم تفويت عدد قليل من الأشخاص بسبب قلة عدد الاختبارات. قال نائب رئيس مجلس الإدارة أومي إن اليابان أجرت مراقبة للالتهاب الرئوي ، لذلك تخضع جميع الحالات تقريبًا لفحص الأشعة المقطعية ، ومعظم هؤلاء سيخضعون لاختبار PCR ، وفي بعض الحالات ، يتم اختبار أولئك الذين ماتوا في المنزل أو ماتوا في الشوارع إيجابية بعد وفاتهم ، لكن نظامهم التقط العدد الصحيح للوفيات. جادل أومي بأن اختبار عدد كبير من الأشخاص عديمي الأعراض الذين كانوا قلقين من شأنه أن يؤدي إلى انهيار نظام الرعاية الطبية.
ينتقد كينجي شيبويا ، أحد كبار مستشاري Tedros Adhanom والأستاذ في King's College London في المملكة المتحدة ، بشدة اجتماع الخبراء بأن اليابان لم تستطع توسيع اختبارات PCR بسبب طريقتها القديمة في التفكير في تصنيف "العائدين" و "جهات الاتصال". "  وانتقد شيبويا اجتماع الخبراء باعتباره غير مستقل عن الحكومة. كانت شيبويا قلقة من أن اليابان ربما قللت من تقدير عدد المصابين ، حيث كان لدى اليابان عدد منخفض من اختبارات تفاعل البوليميراز السلسلي وعينات مختارة مع احتمال كبير للإصابة في المقابلات مع سي إن إن ونيويورك تايمز. يدعو شيبويا إلى إجراء اختبارات PCR لجميع سكان البلاد. تشارك شيبويا في حركة وطنية تدعو الحكومة إلى إجراء اختبار PCR بنسبة 100٪ لجميع المواطنين ، بتكلفة 54 تريليون ين. قال شيبويا إنه لا يعتقد أنه سيكون صالحًا لإغلاق المدرسة في جميع أنحاء البلاد في نهاية شباط. وقال شيبويا باستخدام بيانات معهد الأمراض المعدية ، "لا يمكنني القول بشكل مؤكد بنسبة 100٪ ، لكن يمكنني أن أرى أنه كان هناك وفيات زائدة ناجمة عن عدوى أخرى ، الفيروس التاجي الجديد ، في شباط ". وقال شيبويا إن حالة الإصابة في اليابان ، والتي يمكن قراءتها من البيانات الصادرة عن الحكومة وطوكيو ، غير كافية ، وتفتقر إلى معلومات مهمة عن علم الأوبئة. انتقدت شيبويا توقيت حالة الطوارئ على أنها تأخرت أسبوعًا. وتوقع شيبويا أن تضطر اليابان إلى الإغلاق والرفع بشكل متكرر ، حيث سيزداد عدد المرضى والوفيات بأمراض خطيرة بعد حزيران في اليابان.
اشتكى ماساهيرو كامي ، المدير التنفيذي لمعهد أبحاث الحوكمة الطبية في اليابان ، والمدير الخارجي لشركة SBI Pharma Co. Ltd. و SBI Biotech Co. Ltd. من ضرورة مراجعة تدابير فيروسات التاجية الجديدة منذ البداية. وقال كامي ، «إن انخفاض عدد المصابين في اليابان يرجع إلى العدد المحدود من اختبارات PCR. من الآمن أن نقول أنه كان هناك حوالي مليون مريض خفي». وأكد أن سبب عدم زيادة عدد الفحوصات يرجع إلى أن المعهد الوطني للأمراض المعدية ، وهو معهد أبحاث تابع لوزارة الصحة والعمل والرعاية الاجتماعية ، يسيطر على الاختبارات. ويلخص كامي إلى أن الإجراءات غير الناجحة التي اتخذتها اليابان تعود إلى الإهمال السريري وتفوق الأبحاث وسرية اجتماع الخبراء. لقد تتبع جذور ألما الأعضاء قبل الحرب العالمية الثانية، واتهمهم بأنهم من النوع الذي ورثوا الحمض النووي للجيش الإمبراطوري الياباني، وأن ما يفعلونه للمرضى لم يكن علاجًا بل تجربة بشرية . وطالب بأن الحل الوحيد هو تجديد النظام الحالي مع الموظفين.
ساهم كويشي ناكانو ، عضو في جماعة المواطنين «الاتحاد المدني التي تدعو إلى إلغاء نظام الأمن الياباني الأمريكي واستعادة الدستورية» وأستاذ في جامعة صوفيا، بمقالة في صحيفة نيويورك تايمز بعنوان «اليابان لا تستطيع تعامل مع فيروس كورونا. هل يمكنها استضافة الألعاب الأولمبية؟» في تلك المقالة ، شجب الحكومة اليابانية باعتبارها غير قادرة على الاستجابة للفيروس التاجي الجديد.
انتقد يويتشي ماسوزو ، حاكم طوكيو السابق والمعلق السياسي ، رئيس الوزراء قائلاً: «لا يمكن لأحد أن يدعو الشخص الذي عهد بالحكم إلى اجتماع الخبراء الذي ارتكب العديد من الأخطاء ، والشخص الذي يعتبر دمية طبية نقابية وجمعية المحافظين لرئيس وزراء الدولة. ألا يستطيع أن يسمع أصوات الناس؟» 
هيروشي Mikitaniالرئيس التنفيذي لشركة "راكوتين" ، وانتقد ضعف PCR اختبار النظام على تويتر ، ثم حاول إطلاق PCR طقم اختبار للشركات من الشركة الممولة من قبل راكوتين. طقم لم تتم الموافقة عليها للاستخدام الطبي ولا يمكن استخدامها للحصول على التشخيص النهائي. كان اللوم من قبل الجمهور وأعلن أنه سوف يؤجل البيع.
اقترح ماسايوشي سون، الرئيس التنفيذي لمجموعة SoftBank ، التوزيع المجاني لمجموعات اختبار PCR لمليون شخص ، لكنه استسلم بشكل رئيسي بسبب انتقادات من المهنيين الطبيين. كان الاعتراض على الخطة هو أن العدوى انتشرت عبر البريد عند إرسال العينة ، وأنه من الصعب على المتخصصين غير الطبيين دفع قطعة قطن عميقًا في الأنف لجمع عينة. وعلى النقيض من ذلك ، تم توجيه الشكر للمؤسس المشارك لمجموعة Alibaba Group ومدير مجموعة SoftBank آنذاك جاك ما على التبرع بـ 500.000 مجموعة اختبار للولايات المتحدة وروسيا. بعد ذلك ، قدم سون مجموعة اختبار الأجسام المضادة للمؤسسات الطبية وما شابه ذلك مجانًا.

## تكوين اجتماع الخبراء
يتألف اجتماع الخبراء من خبراء في الأمراض المعدية والصحة العامة والفيروسات ومحام. الأعضاء الدائمون هم على النحو التالي. ومع ذلك ، يجوز للرئيس أن يطلب حضور الأطراف الأخرى حسب الضرورة.

### رئيس مجلس الاداره
- تاكاجي واكيتا (مدير المعهد الوطني للأمراض المعدية)

### نائب الرئيس
- شيجيرو أومي (رئيس منظمة الرعاية الصحية المجتمعية اليابانية ، ورئيس اللجنة الاستشارية لسياسة العمل الأساسي)

### أفراد
- ساتوشي كاماياشي (المدير التنفيذي للجمعية الطبية اليابانية)
- أكيهيكو كوانا (أستاذ ، قسم التعليم الطبي ، كلية الطب للدفاع الوطني)
- يوشيهيرو كاواوكا (مدير مركز البحوث الدولية للأمراض المعدية ، معهد العلوم الطبية ، جامعة طوكيو)
- كاوري موتو (أستاذ ، معهد العلوم الطبية ، جامعة طوكيو)
- هيتومي ناكاياما (محامية ، مكتب قانون Kasumigaseki-Sogo)
- نوبوهيكو أوكابي (مدير معهد مدينة كاواساكي للصحة والسلامة)
- هيتوشي أوشيتاني (أستاذ ، كلية الطب ، جامعة توهوكو)
- موتوي سوزوكي (مدير مركز وبائيات الأمراض المعدية ، المعهد الوطني للأمراض المعدية)
- كازوهيرو تاتيدا (أستاذ بكلية الطب ، جامعة توهو)
- ماساكي يوشيدا (أستاذ ، كلية الطب بجامعة جيكي)